# NGC 2911
NGC 2911 é uma galáxia lenticular (S0) localizada na direcção da constelação de Leo. Possui uma declinação de +10° 09' 10" e uma ascensão recta de 9 horas, 33 minutos e 46,5 segundos.
A galáxia NGC 2911 foi descoberta em 11 de Março de 1784 por William Herschel.